# Lübeck-Moisling
Moisling är en stadsdel till Lübeck. Den ligger i den sydvästra delen av staden. Direkt väster om stadsdelen passerar motorvägen A20 och någon kilometer norrut passerar motorvägen A1. 